# Cryo Interactive
Cryo Interactive Entertainment foi uma desenvolvedora de jogos eletrônicos francesa e publicadora de jogos eletrônicos.

## História
Em 1992, a Cryo Interactive Entertainment tornou-se uma empresa oficial, com três co-diretores; Philippe Ulrich, Remi Herbulot e Jean-Martial Lefranc.
No início de 2000 a Cryo expandiu-se para a Bélgica e a Holanda através da aquisição da Home Soft.
Em julho de 2002, pouco depois do fracasso do game Frank Herbert's Dune a situação da Cryo já não era sustentável, e a empresa foi declarada falida. Depois de muita negociação, a maioria dos ativos e as equipes de desenvolvimento da Cryo Interactive foram absorvidos pela DreamCatcher Interactive, formando a base para DreamCatcher Europa.
Em 20 de outubro de 2008 a Microïds adquiriu a marcas e a propriedade intelectual da Cryo Interactive.
A Microïds também mencionou que pretende distribuir os jogos mais antigos da Cryo digitalmente, e que eles estão desenvolvendo novos jogos baseados programações da Cryo.